# 圣塞沃兰
圣塞沃兰（法語：Saint-Séverin，法語發音：[sɛ̃ sevʁɛ̃]）是法国夏朗德省的一个市镇，属于昂古莱姆区。

## 地理
圣塞沃兰（45°18'47"N, 0°15'13"E）面积14.93 平方千米，位于法国新阿基坦大区夏朗德省，该省份为法国西部内陆省份，北起德塞夫勒省和维埃纳省，东临上维埃纳省，东南至多尔多涅省，南至多爾多涅省，西接滨海夏朗德省。
与圣塞沃兰接壤的市镇（或旧市镇、城区）包括：蒙蒂尼亚克勒科克、纳比诺、帕吕欧、皮亚克、阿勒芒、博堡、布泰耶-圣塞巴斯蒂安、小贝尔萨克、圣保罗利佐讷。

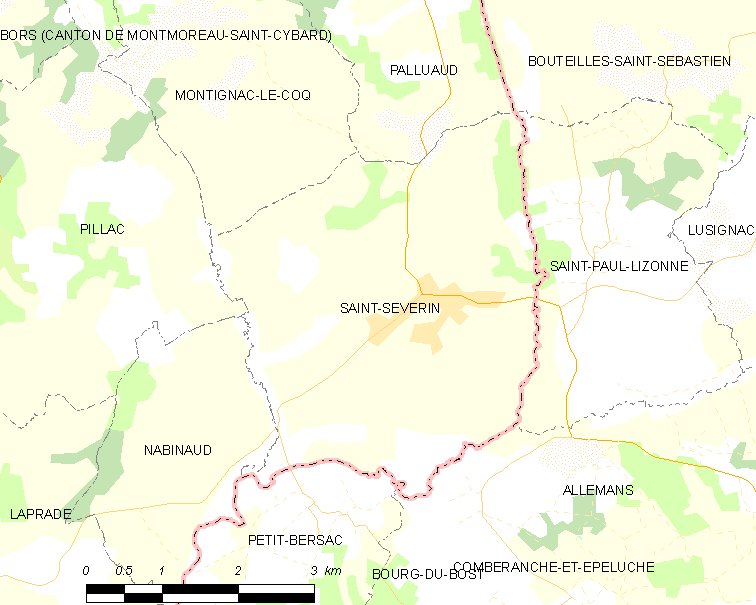
圣塞沃兰的OSM定位图

圣塞沃兰的时区为UTC+01:00、UTC+02:00（夏令时）。

## 行政
圣塞沃兰的邮政编码为16390，INSEE市镇编码为16350。

## 政治
圣塞沃兰所属的省级选区为蒂德-拉瓦莱特县。

## 人口

1962-2008年间圣塞沃兰人口变化图示

圣塞沃兰于2022年1月1日时的人口数量为793人。